# Proença-a-Nova
Proença-a-Nova – miejscowość w Portugalii, leżąca w dystrykcie Castelo Branco, w regionie Centrum w podregionie Pinhal Interior Sul. Miejscowość jest siedzibą gminy o tej samej nazwie.

## Demografia
| Liczba ludności gminy Proença-a-Nova (1801–2011) | Liczba ludności gminy Proença-a-Nova (1801–2011) | Liczba ludności gminy Proença-a-Nova (1801–2011) | Liczba ludności gminy Proença-a-Nova (1801–2011) | Liczba ludności gminy Proença-a-Nova (1801–2011) | Liczba ludności gminy Proença-a-Nova (1801–2011) | Liczba ludności gminy Proença-a-Nova (1801–2011) | Liczba ludności gminy Proença-a-Nova (1801–2011) | Liczba ludności gminy Proença-a-Nova (1801–2011) | Liczba ludności gminy Proença-a-Nova (1801–2011) |
| ------------------------------------------------ | ------------------------------------------------ | ------------------------------------------------ | ------------------------------------------------ | ------------------------------------------------ | ------------------------------------------------ | ------------------------------------------------ | ------------------------------------------------ | ------------------------------------------------ | ------------------------------------------------ |
| 1801                                             | 1849                                             | 1900                                             | 1930                                             | 1960                                             | 1981                                             | 1991                                             | 2001                                             | 2004                                             | 2011                                             |
| 3 021                                            | 4 187                                            | 11 451                                           | 14 973                                           | 17 552                                           | 11 953                                           | 11 088                                           | 9 610                                            | 9 267                                            | 8 314                                            |

## Sołectwa
Sołectwa gminy Proença-a-Nova (ludność wg stanu na 2011 r.):
- Alvito da Beira (362 osoby)
- Montes da Senhora (748)
- Peral (674)
- Proença-a-Nova (4295)
- São Pedro do Esteval (527)
- Sobreira Formosa (1708)